# Zoilos (Bildhauer)
Zoilos (altgriechisch Ζωίλος) war ein im 1. Jahrhundert v. Chr. tätiger griechischer Bildhauer aus Athen. Er war ein Sohn des Bildhauers Demostratos und schuf gegen 98 v. Chr. eine Statue für Delos, deren Thema und Aussehen unbekannt ist.